# Theresa Merk
Theresa Merk (* 25. Oktober 1989 in Ravensburg) ist eine deutsche Fußballtrainerin und ehemalige Fußballspielerin. Von Juli 2022 an bis zum Ende der Saison 2024/25 trainierte sie als Cheftrainerin die Frauenmannschaft des SC Freiburg.

## Karriere

### Spielerin
Merk spielte zuletzt in der Saison 2011/12 für die Zweite Mannschaft des VfL Sindelfingen, bevor sie eine einjährige Pause vom Fußball einlegte. Zur Saison 2013/14 schloss sie sich dem Tübinger Verein TV Derendingen an, der in der Oberliga Baden-Württemberg vertreten war und mit dem sie nach der Meisterschaft 2014 in die Regionalliga Süd aufstieg. Nachdem sie mit ihrer Mannschaft als Liganeuling die Spielklasse halten konnte, stieg sie mit ihr in der Folgesaison als Vorletzter von zwölf Mannschaften in die Oberliga Baden-Württemberg ab. Nach einer weiteren Saison in der vierthöchsten Spielklasse im deutschen Frauenfußball, wechselte sie ins Rheinland und spielte in der Saison 2017/18 für den Verbandsligisten Vorwärts Spoho Köln, mit dem sie die Rückkehr in die Regionalliga West schaffte, bevor sie ihre aktive Spielerkarriere beendete.

### Trainerin
Merk entschloss sich früh, Trainerin zu werden. In ihrer einjährigen Auszeit als aktive Spielerin war sie als Trainerin der B-Jugendmannschaft des VfL Sindelfingen und in der ersten Saison für die Frauenmannschaft des TV Derendingen als Spielertrainerin aktiv. Nachdem sie in Tübingen ihren Master-Abschluss im Fach Sportmanagement erwarb, übte sie als Verbandssportlehrerin im Fußball-Verband Mittelrhein bis 2019 diese Tätigkeit aus, wurde an „Herren-Teams“ herangeführt und erwarb die Fußballlehrer-Lizenz. Von 2019 bis 2021 war sie Co-Trainerin der Frauenmannschaft des VfL Wolfsburg und stand Cheftrainer Stephan Lerch zur Seite und hatte Anteil an der Meisterschaft 2020 und an den Pokalerfolgen 2020 und 2021.
In die Schweiz gelangt, übte sie ihre erste Chef-Trainer-Tätigkeit für die Frauenmannschaft des Grasshopper Club Zürich in der Super-League-Saison 2021/22 aus. Mit Saisonbeginn 2022/23 ist sie die Cheftrainerin der Frauenmannschaft des SC Freiburg in der Bundesliga; sie beerbte Daniel Kraus und ist nach Elke Walther – zuletzt vor 15 Jahren – der zweite weibliche Cheftrainer des SC Freiburg. Zu Saisonbeginn war sie mit Carin Bakhuis (SV Meppen) eine von zwei Cheftrainerinnen in der Bundesliga. 2023 erreichte sie mit ihrem Verein das Finale um den DFB-Pokal, das mit 1:4 gegen den VfL Wolfsburg verloren wurde. Im März 2024 verkündete der SC Freiburg Merks Schwangerschaft. Co-Trainer Nico Schneck vertrat sie zur Saison 2024/25 interimistisch als Cheftrainer, bis Merk Anfang Januar 2025 in ihr Amt zurückkehrte. Ende März 2025 wurde bekannt, dass Merk den Trainerposten zum Ende der Saison 2024/25 abgibt. Ab August 2025 arbeitet sie beim 1. FC Köln in der neu geschaffenen Stelle als Leiterin der Akademie weiblich.